# Сакро Куоре (Виченца)
Сакро Куоре је насеље у Италији у округу Виченца, региону Венето.
Према процени из 2011. у насељу је живело 608 становника. Насеље се налази на надморској висини од 102 м.